# Contact Energy

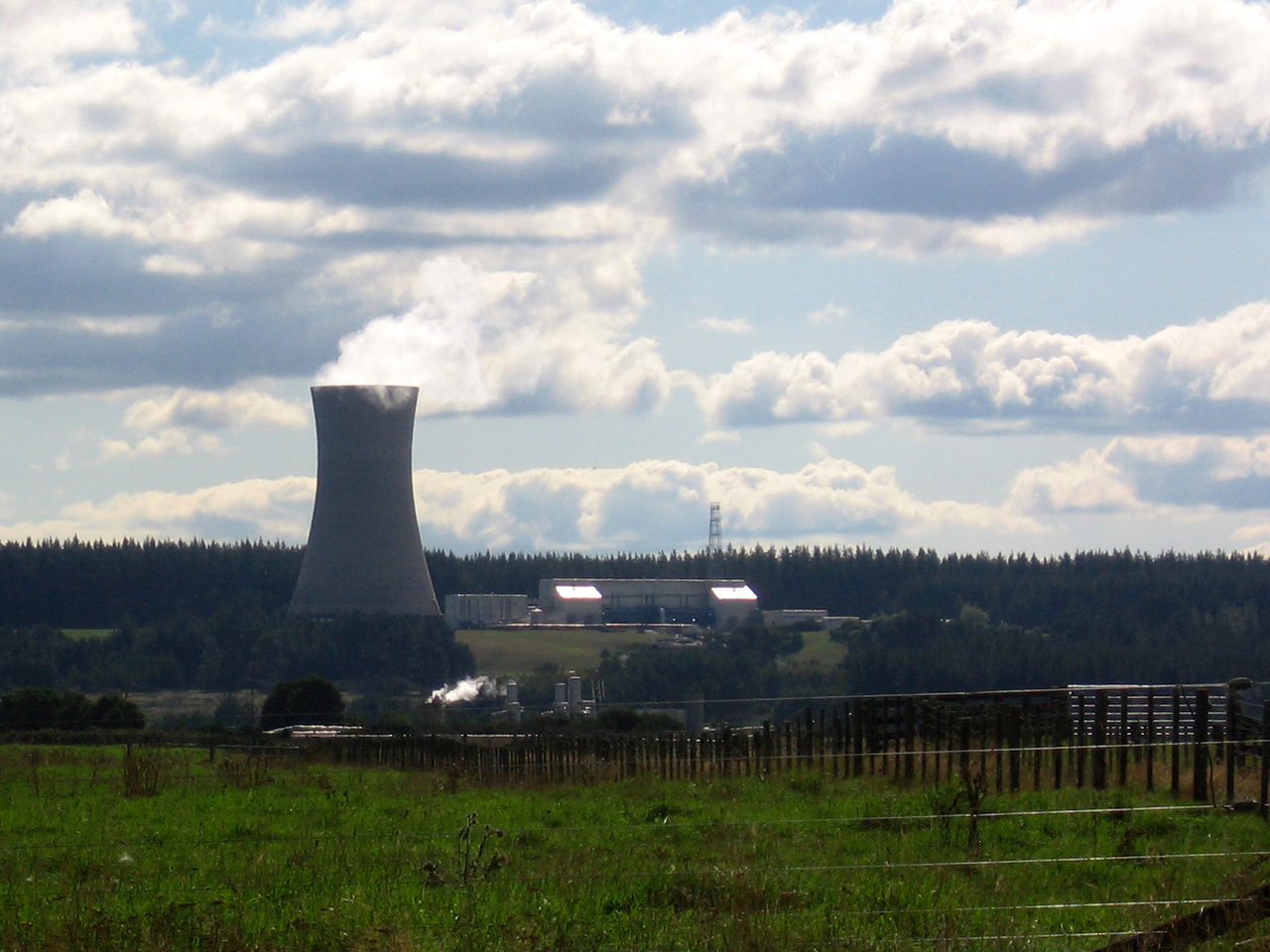
Das geothermische Ohaaki-Wasserkraftwerk

Die Contact Energy Ltd. ist ein führender Anbieter für Energieerzeugung und Elektrizitätsversorgung mit Sitz im „Harbour City Tower“ in Wellington, Neuseeland. Das Unternehmen versorgt auf nationaler Ebene einen Kreis von mehr als einer halben Million gewerblicher und privater Nutzer. Weitere Geschäftsfelder sind die Versorgung mit Flüssig- und Erdgas. Contact Energy stellt etwa ein Viertel der gesamten Elektrizitätsversorgung der Insel Neuseelands sicher und knapp die Hälfte der Gasversorgung.

## Firmengeschichte
Contact Energy existiert seit 1996. Die Gesellschaft rekrutierte sich aus der dem staatlichen Sektor zugeschlagenen „Electricity Corporation of New Zealand“, deren Geschäftsbereiche übernommen wurden. Seit Mai 1999 ist das Unternehmen börsennotiert. Die Aktien der Firma sind an der NZX gelistet und weisen dort mit 9 % Anteil die dritthöchste Indexgewichtung (Marktkapitalisierung) auf. Beschäftigt werden etwa 1150 Mitarbeiter.
Seit Oktober 2004 ist der australische Energiekonzern Origin Energy aus Sydney mit 51 % Hauptanteilseigner des Unternehmens. Während der Finanzmarktkrise 2008 verlor das Unternehmen etwa 10 % seiner Kunden, nachdem trotz der widrigen Ereignisse den Vorständen erhöhte Managergehälter bezahlt worden waren.

## Weitere Geschäftsfelder
Die Firma unterhält neun eigene Kraftwerke in Neuseeland und betreibt zudem ein weiteres Kraftwerk. Außerhalb von Neuseeland gehören der Firma Contact Energy etwa 25 % der Kraftwerke im australischen Bundesland Queensland. Die Turbinen befinden sich in Auckland, Hamilton und Taranaki; vier geothermische Anlagen liegen nördlich der Stadt Taupō und zwei Wasserkraftwerke am Clutha River/Mata-Au im Süden Neuseelands (Clyde Dam).

## Bildergalerie

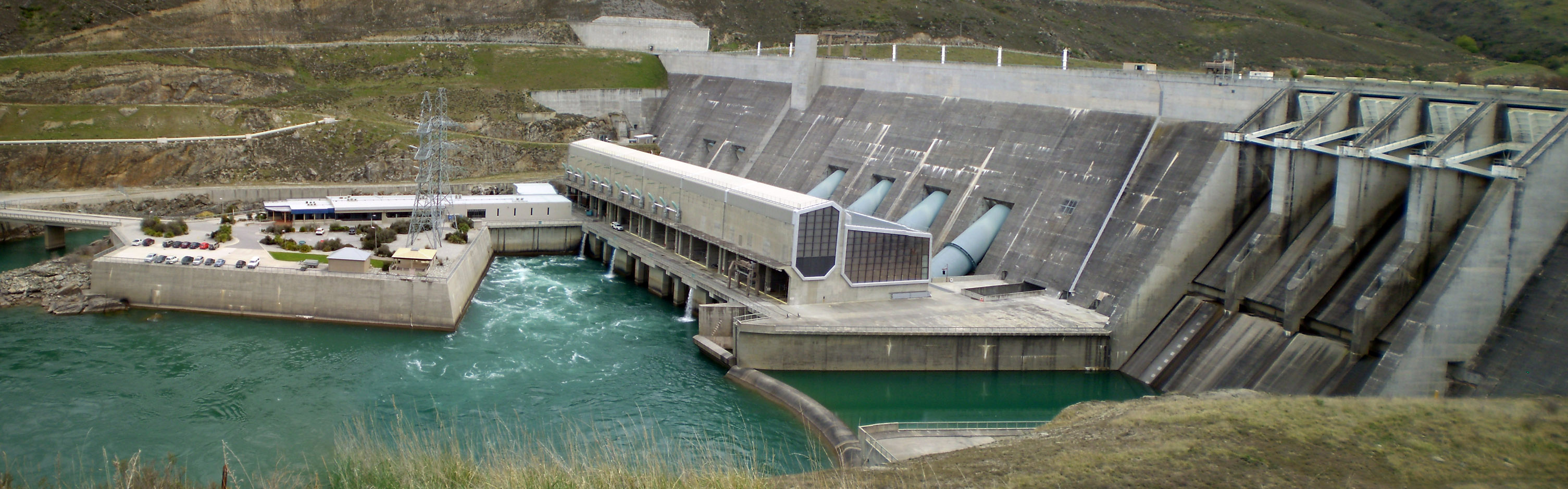
Der Clyde Staudamm am Clutha River/Mata-Au
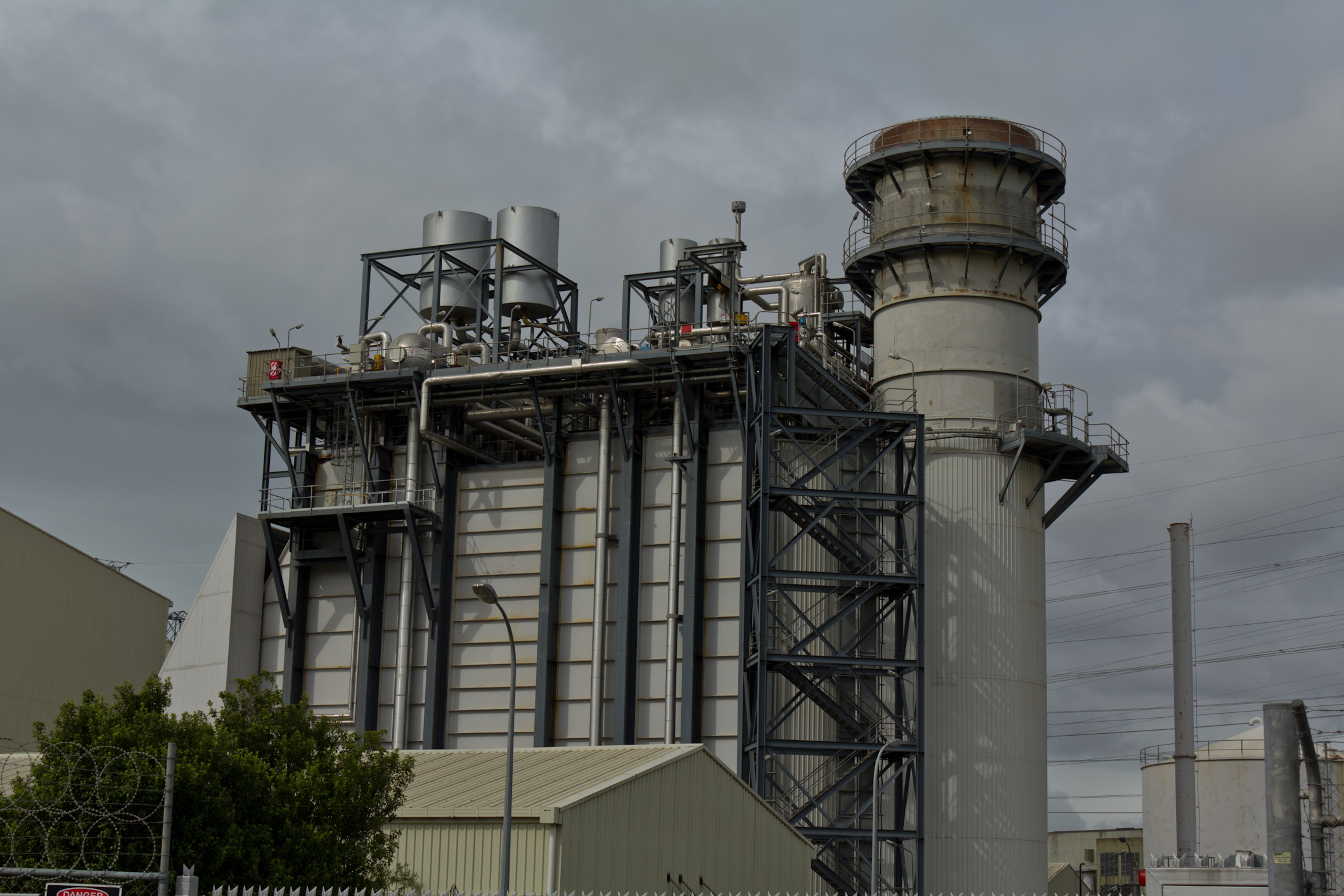
Otahuhu-Kraftwerk
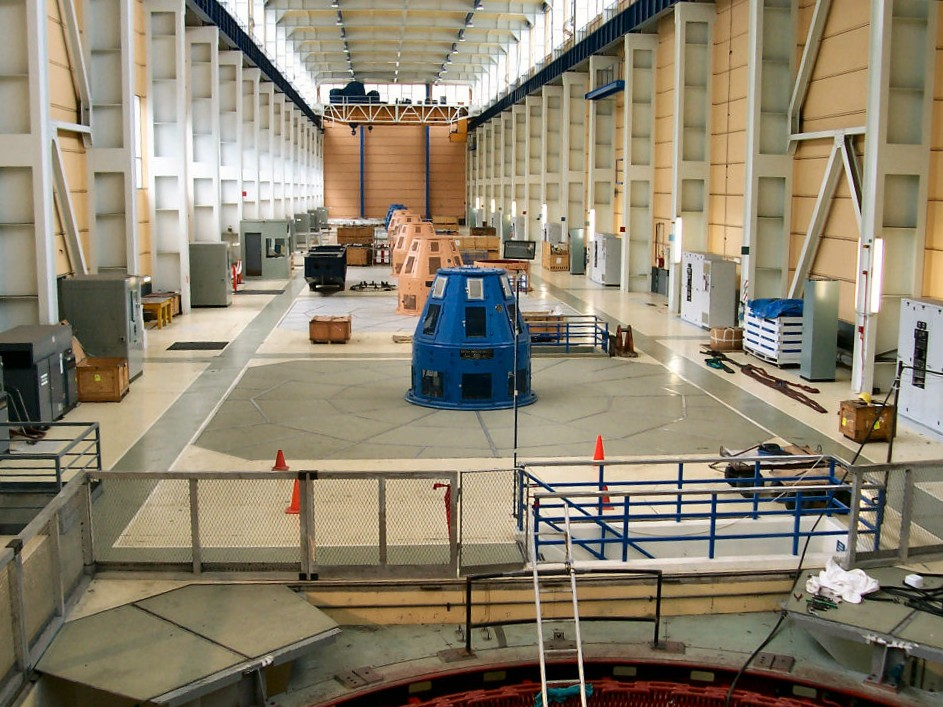
Roxburgh Staudamm
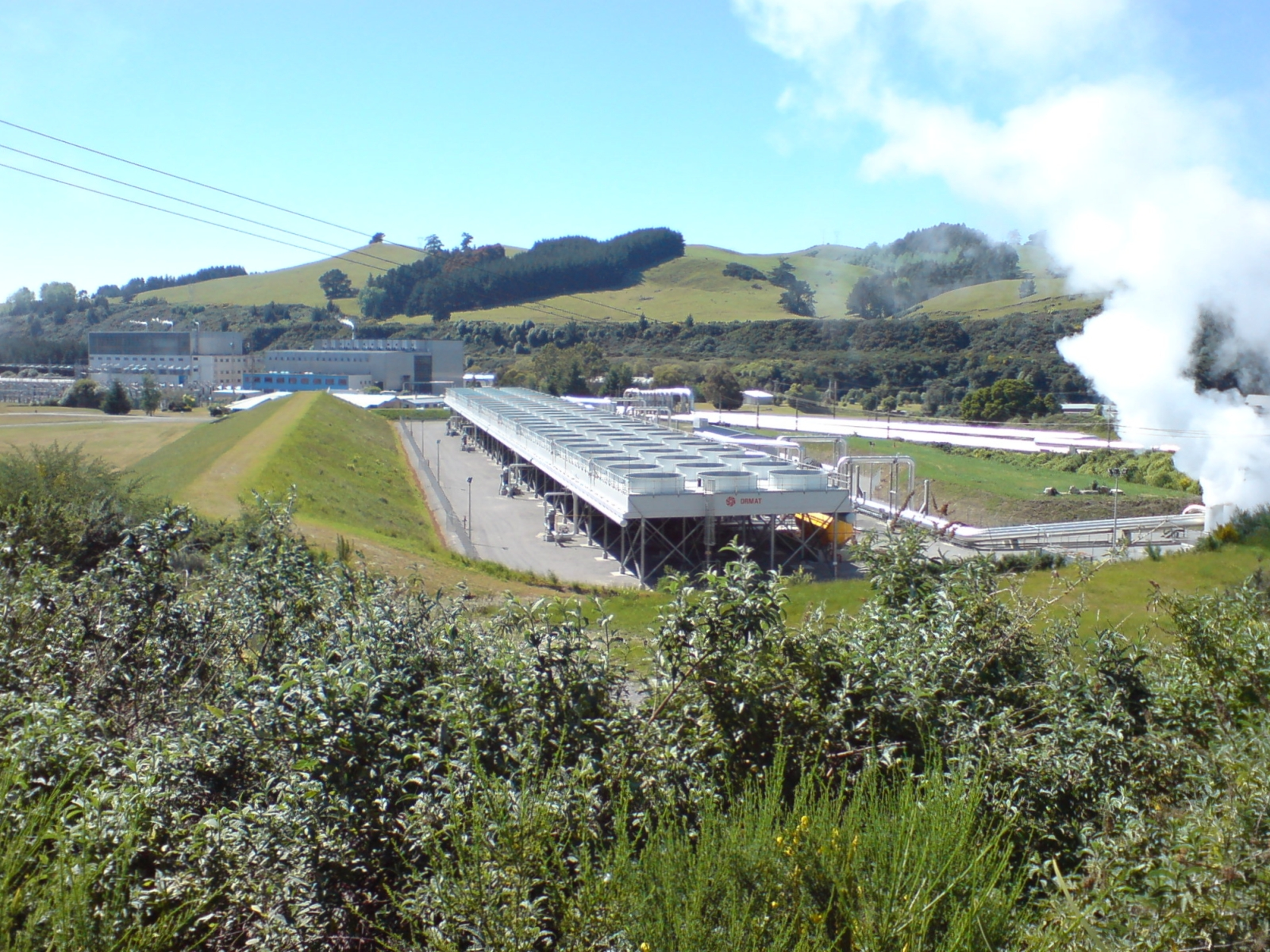
Wairakei-Kraftwerk
Waitahora Wind-Farm